# Mészáros Vilma
Mészáros Vilma, férjezett Bognár Mátyásné (Budapest, 1921. március 23. – Budapest, 1977. január 28.) irodalomtörténész, esztéta, az irodalomtudományok kandidátusa (1963).

## Élete
Pedagógusszülők gyermeke, apja elemi iskolai tanító volt. A Pesti Izraelita Hitközség Leánygimnáziumában érettségizett. A numerus clausus miatt csak a második világháború után kezdhette meg felsőfokú tanulmányait. 1943-ban bekapcsolódott a munkásmozgalomba és tagja lett az illegális kommunista pártnak. 1945 és 1950 között a budapesti Pázmány Péter Tudományegyetem Bölcsészettudományi Karának magyar–francia szakán tanult. Ezt követően Párizsba ment tanulmányútra, ahonnan hazatérve az Eötvös Loránd Tudományegyetem Francia Tanszékének tanársegédje lett. 1950 decemberétől évekig a Kínai Népköztársaságban tanult ösztöndíjjal. Hazatérve aspiránsvezetője Lukács György volt, akinek esztétikája elhatározó fontosságú ösztönzést adott munkásságának. 1956 áprilisában az ELTE Világirodalmi Tanszékére került. Az ELTE Bölcsészettudományi Karán a Tudományos Diákköri Tanács elnöke volt. 1963-ban Az epika bomlásának néhány kérdéséről a modern francia irodalomban című disszertációja alapján megkapta a kandidátusi fokozatot.
Oktatómunkájának középpontjában a 19. és 20. századi világirodalom főirányai, a kritikai és szocialista realizmus problémái, a regény és a dráma fejlődéstörténeti kérdései álltak. Tudományos kutatásai főként a francia irodalomra vonatkoznak.
Férje Bognár Mátyás (1927–2014) matematikus, egyetemi tanár volt. Lánya Bognár Éva.
A Kozma utcai izraelita temetőben nyugszik (33B-16-1).

## Művei
- Egzisztencializmus és irodalom (Nagyvilág, 1958. 3. sz.)
- Bűn és bűnhődés Camus életművében (Budapest, 1962)
- A mai francia regény: a kísérleti regénytől a regénykísérletekig (Budapest, 1966)
- Camus (Budapest, 1973)
- Jorge Semprun (A francia irodalom a XX. században, Budapest, 1974)
- Lukács György és a romantika (Helikon, 1975. 3–4. sz.)

### Műfordításai
- Lu Hszün: A-Q hiteles története (válogatás és előszó, Budapest, 1956)
- Cao Jü: Pekingi emberek (utószó, Budapest, 1961)

## Díjai, elismerései
- Szocialista Hazáért Érdemrend